# Ukraine Juniors 2013
Das Ukraine Juniors 2013 als bedeutendstes internationales Nachwuchsturnier der Ukraine im Badminton fand vom 28. bis zum 31. August 2013 in Dnipropetrowsk statt.

## Sieger und Platzierte
| Disziplin    | Gold                               | Silber                          | Bronze                                 |
| ------------ | ---------------------------------- | ------------------------------- | -------------------------------------- |
| Herreneinzel | Andriy Zinukhov                    | Sergey Molodov                  | Mikhail Smirnov                        |
| Herreneinzel | Andriy Zinukhov                    | Sergey Molodov                  | Vladislav Soloviev                     |
| Dameneinzel  | Alina Davletova                    | Vladyslava Lesnaya              | Anastasia Ronzhina                     |
| Dameneinzel  | Alina Davletova                    | Vladyslava Lesnaya              | Maria Dmitrieva                        |
| Herrendoppel | Sergey Molodov Vladislav Soloviev  | Rodion Alimov Alexandr Kozyrev  | Yan Iloshvay Aleksandr Vasilkin        |
| Herrendoppel | Sergey Molodov Vladislav Soloviev  | Rodion Alimov Alexandr Kozyrev  | Oleksandr Kolesnik Ruslan Sarsekenov   |
| Damendoppel  | Alina Davletova Anastasia Ronzhina | Kristina Averkina Ekaterina Kut | Vitaliya Chigintseva Elizaveta Pyatina |
| Damendoppel  | Alina Davletova Anastasia Ronzhina | Kristina Averkina Ekaterina Kut | Vladyslava Lesnaya Anna Mikhalkova     |
| Mixed        | Rodion Alimov Alina Davletova      | Sergey Molodov Maria Dmitrieva  | Roman Timko Yana Kalamzina             |
| Mixed        | Rodion Alimov Alina Davletova      | Sergey Molodov Maria Dmitrieva  | Andriy Zinukhov Viktoriya Gushcha      |